# دیرفیلد (ایندیانا)
دیرفیلد (به انگلیسی: Deerfield) یک منطقهٔ مسکونی در ایالات متحده آمریکا است که در شهرستان رندولف، ایندیانا واقع شده‌است. دیرفیلد ۳۰۲ متر بالاتر از سطح دریا واقع شده‌است.